# Powhatan (Louisiana)
Powhatan és una població dels Estats Units a l'estat de Louisiana. Segons el cens del 2000 tenia 141 habitants.

## Demografia
Segons el cens del 2000, Powhatan tenia 141 habitants, 55 habitatges, i 36 famílies. La densitat de població era de 100,8 habitants/km².
Dels 55 habitatges en un 18,2% hi vivien nens de menys de 18 anys, en un 30,9% hi vivien parelles casades, en un 25,5% dones solteres, i en un 34,5% no eren unitats familiars. En el 32,7% dels habitatges hi vivien persones soles el 21,8% de les quals corresponia a persones de 65 anys o més que vivien soles. El nombre mitjà de persones vivint en cada habitatge era de 2,56 i el nombre mitjà de persones que vivien en cada família era de 3,36.
Per edats la població es repartia de la següent manera: un 23,4% tenia menys de 18 anys, un 14,2% entre 18 i 24, un 14,2% entre 25 i 44, un 27,7% de 45 a 60 i un 20,6% 65 anys o més.
L'edat mediana era de 43 anys. Per cada 100 dones de 18 o més anys hi havia 86,2 homes.
La renda mediana per habitatge era de 16.667 $ i la renda mediana per família de 17.250 $. Els homes tenien una renda mediana de 12.500 $ mentre que les dones 16.250 $. La renda per capita de la població era de 9.488 $. Entorn del 29,7% de les famílies i el 40,2% de la població estaven per davall del llindar de pobresa.

## Poblacions més properes
El següent diagrama mostra les poblacions més properes.